# استیو وایت (نوازنده ساکسوفون‌)
استیو وایت ( انگلیسی: Steve White; ۲۰ نوامبر ۱۹۲۵ – ۲۱ دسامبر ۲۰۰۵) موسیقی‌دان و نوازنده ساکسوفون و کلارینت در سبک جاز ارمنی‌تبار اهل ایالات متحده آمریکا مستقر در لس آنجلس بود که آلبوم‌هایی در دهه ۱۹۵۰ میلادی را توسط آتلانتیک رکوردز، پاسیفیک جاز و ناک‌ترن رکوردز تهیه نمود.

## زندگی‌نامه
وی با نام اصلی استیون گایلرد گورابیان ( انگلیسی: Stephen Gaylord Goorabian) در ۲۰ نوامبر ۱۹۲۵ در فرزنو، کالیفرنیا به دنیا آمد ] شد. وی در ۲۱ دسامبر ۲۰۰۵ در سن ۸۰ سالگی در بربنک، کالیفرنیا درگذشت

## دیسکوگرافی
- Jazz in Hollywood (ناک‌ترن، ۱۹۵۴)
- Jazz Mad: The Unpredictable Steve White (لیبرتی)